# Josep Llobet (organista)
Josep Llobet fou organista de Santa Maria d'Igualada l'any 1702.

## Biografia
El 21 d'abril de 1702 els consellers de la vila d'Igualada van sol·licitar a la comunitat de preveres de Santa Maria establir una convocatòria d'oposicions per a la plaça d'organista, amb motiu de l'absència del seu darrer obtentor Joan Lluch.
El maig de 1702, el tribunal examinador, format per Pere Joan Calvet i Josep Boldú, organista de Bellpuig, va concedir el magisteri a Josep Llobet, l'únic opositor.
Tanmateix, la seva estada no durà ni un mes, ja que a finals de maig de 1702 la plaça atorgada a Josep Soler, organista de la catedral de Solsona, ja fos per l'interès dels consellers de disposar d'una persona més capacitada o per la predisposició del nou organista per de traslladar-se a Igualada.